# Червено сорго
„Червено сорго“ (на китайски: 紅高粱; на пинин: Hóng gāoliáng) e китайски филм от 1987 година, драма на режисьора Джан Имоу по сценарий на Чън Дзиеню и Джу Уей, базиран на едноименниня роман на Мо Йен.
В центъра на сюжета е млада жена, която малко след женитбата си овдовява и наследява изолирано имение в Шандун, произвеждащо алкохолната напитка каолян, и го управлява успешно до сблъсъка си с японските окупационни войски през Втората китайско-японска война. Главните роли се изпълняват от Гун Ли, Дзян Уън, Тън Жудзюн, Дзи Чунхуа.
„Червено сорго“ получава наградата „Златна мечка“. Филмът е както режисьорския дебют на Джан Имоу, така и актьорски дебют за актрисата Гун Ли. 